# Wendisch Musta
Wendisch Musta (1936–1945 Birkfähre; sorbisch und polnisch Mosty) ist eine Wüstung in der Landgemeinde Przewóz (deutsch Priebus) im Powiat Żarski der Woiwodschaft Lebus in Polen.

## Geographie

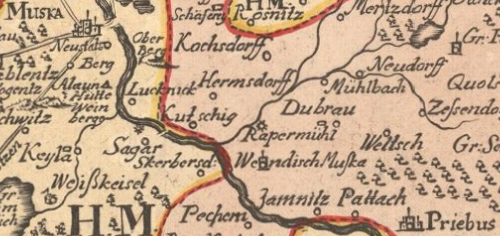
Wendisch Musta mit Ortsteil Kutschig: Verlauf der Neiße zwischen Priebus und Muskau auf einer Karte Schreibers von 1745. Die in Wendisch Musta eingezeichnete Kirche ist nicht belegbar.

Das Dorf lag auf der rechten, oberen Talterrasse der Lausitzer Neiße und lehnte sich an das nördlich davon liegende Höhenland an. Auf diesem verlief die Chaussee zwischen den damaligen Landstädten Muskau und Priebus. Noch heute führt die Woiwodschaftsstraße 350 an der früheren Ortslage vorbei, von der noch einige Obstbäume zeugen. Am anderen Neißeufer liegt Skerbersdorf, zu dem vormals eine Fährverbindung bestand. Etwa zwei bis vier Kilometer vom Dorf entfernt lagen die Ortsteile Kutschig, Lichtenberg und Schrothammer.
Historisch lag das Dorf im Priebussischen Kreis des Fürstentums Sagan an der Grenze zur oberlausitzischen Standesherrschaft Muskau.

## Geschichte
Das Dorf Mustau wurde am 15. Mai 1464, dem Dienstag vor Pfingsten, erstmals urkundlich erwähnt, als Herzog Johann II. die Heidemühle am Schrotwasser in Richtung Dubrau an Heinze Unwürde zu Reichenau verlieh und dabei den Mahlzwang für die Einwohner von Hermsdorf, Mühlbach und Wendisch Musta festlegte.
Von 1490 bis 1590 war das Dorf ein Lehen der Herren von Metzerode oder von Metzerad. Der gutsherrliche Besitz wurde 1527 auf 1600 Mark geschätzt, ebenso hoch wurde der Besitz der Dorfbewohner geschätzt. Damit zählte das Dorf zu den größeren und wohlhabenderen des Priebussischen Kreises; Pechern beispielsweise wurde auf 800 und 500 Mark, die Stadt Priebus auf 11.768 und 7297 Mark geschätzt. Mit der Stadt Priebus wurde 1548 ein Vergleich geschlossen, der unter anderem das Brau- und Schankrecht für die Gutsherrschaft vorsah. Der Kretscham war verpflichtet, einen bestimmten Anteil Priebussischen Bieres auszuschenken, der ihm jedoch nicht teurer als für Stadtbürger verkauft werden durfte. Da das Dorf außerhalb der Bannmeile der Stadt lag, blieben die Handwerksrechte der Schneider und des Schuster unangetastet.
Das Dorf wurde später an Nicol von Nostitz verlehnt, dem auch die angrenzenden Dörfer Pechern und Hermsdorf gehörten. 1657 kamen Pechern und Wendisch Musta in den Besitz des Otto Heinrich von Bibran.
Im September 1757 nahmen Kaiserliche Korps während des Siebenjährigen Krieges den Bürgermeister von Sagan sowie einige weitere Persönlichkeiten gefangen und brachten sie nach Wendisch Musta. Erst nach der Übergabe von je 100 Scheffeln Roggen und Hafer durch die Stadt wurden die Geiseln freigelassen. Nach den Schlesischen Kriegen wurden zwei Kolonien angelegt, die auch als Vorwerke dienten.
Bis 1827 erfolgte der Unterricht in der Schule von Pechern, danach wurde in Wendisch Musta eine eigene gegründet. Der Unterricht wurde zunächst in der Schänke abgehalten; 1828 wurde das Schulgebäude fertiggestellt. Dieses wurde durch das Neißehochwasser 1897 unbrauchbar, so dass der Unterricht danach im Gut erteilt wurde. Am Rande der höher gelegenen Chaussee wurde 1899 ein neues Schulhaus erbaut. Beim Hochwasser 1930 konnten die Dämme gehalten werden.
Zum 1. Oktober 1932 wurde der Kreis Sagan, der ungefähr aus dem Fürstentum Sagan hervorgegangen war, aufgelöst und auf die benachbarten Kreise verteilt. Wendisch Musta kam zusammen mit weiteren umliegenden Orten der Stadt Priebus zum Kreis Rothenburg i. Ob. Laus.
Während des Zweiten Weltkrieges wurden ausgebombte Deutsche vorübergehend im Dorf untergebracht. Unter ihnen befand sich 1943 für ein paar Tage auch Harald Juhnke. Am 20. Februar 1945 verließ der letzte Flüchtlingstreck das Dorf. In den Abendstunden des gleichen Tages zerstörten Wehrmachtsangehörige das Dorf und steckten es in Brand, bevor es die Rote Armee in der Nacht zum 21. Februar 1945 einnehmen konnte.
Nach Kriegsende wurde die einheimische deutsche Bevölkerung Flucht und Vertreibung Deutscher aus Mittel- und Osteuropa 1945–1950 vertrieben. Das Dorf, nun auf der polnischen Seite der Oder-Neiße-Grenze, nicht wieder aufgebaut. Verwertbares Baumaterial wurde nach und nach von den Vertriebenen geborgen und beim Wiederaufbau in den umliegenden Orten verwendet.

### Bevölkerungsentwicklung
| Jahr | Einwohner |
| ---- | --------- |
| 1910 | 269       |
| 1933 | 251       |
| 1939 | 238       |

Obwohl Wendisch Musta ein landwirtschaftlich geprägtes Dorf war, hatte es schon um 1800 keine Bauern mehr. Die 23 Gärtner bildeten dadurch eine recht homogene Bevölkerung.
Im 20. Jahrhundert sank die Bevölkerungszahl von 1910 bis 1939 um rund 10 % auf 238 Einwohner. Katholische wie evangelische Christen gehörten pfarramtlich zu den Kirchen von Priebus.
Nach dem Zweiten Welltrieg siedelte sich ein Teil der früheren Bevölkerung Wendisch Mustas im benachbarten Skerbersdorf an.

### Ortsname
Der deutsche Ortsname ist 1464 als Mustau belegt, spätere Formen sind unter anderem Mosta (1548), Wendisch-Musta (1577), Windisch-Mosta (1602), Wendisch-Moßkau (1689) und Wendischmusche (1749).
Der sorbische Name wird in Wörterbüchern des 19. Jahrhunderts uneinheitlich wiedergegeben, darunter Most (1847 und 1856) und Mósty (1891); zumeist findet sich noch ein Hinweis auf Heinersbrück (niedersorbisch Móst). Robert Pohl gab ihn 1934 in seinem zweiten Teil des Heimatbuches des Kreises Rothenburg als Mosty an.
Abgeleitet ist der Name vom altslawischen Wort most (Brücke). Der deutsche Namenszusatz könnte zur Unterscheidung von der nahegelegenen Stadt Muskau entstanden sein, die zeitweilig ähnliche Namensformen aufweist. Auf Schreibers Karte von 1745 beispielsweise finden sich Muska-Stadt und Wendisch Muska-Dorf. Im Allgemeinen wird Muskaus Name auf muž ‘Mann’ zurückgeführt, jedoch halten einige Forscher eine Herkunft von most für wahrscheinlicher, zumal die Stadt ein alter Brückenort an der Neiße ist.
Im Zuge der Germanisierung slawischstämmiger Ortsnamen wurde Wendisch Musta 1936 in Birkfähre umbenannt. Diese Bezeichnung fand nach dem Krieg unter den früheren Einwohnern im Gegensatz zum vorherigen Namen Wendisch Musta keine dauerhafte Verwendung.